# Acción Libertadora Nacional
Acción Libertadora Nacional (en portugués Ação Libertadora Nacional, ALN) fue un grupo guerrillero activo durante la dictadura militar en Brasil en los años 1964-1985. La ALN tuvo su origen en la expulsión del exdiputado Carlos Marighella del Partido Comunista de Brasil (PCB) en 1967. El PCB expulsó a Marighella debido a su asistencia a una conferencia de la Organización Latinoamericana de Solidaridad en La Habana, Cuba. Durante sus años activos, la ALN fue responsable de varios actos , incluidos robos a bancos para financiar la guerra de guerrillas, el secuestro en 1969 del embajador de Estados Unidos en Brasil, así como la toma de otras figuras públicas como rehenes para canjearlas por militantes encarcelados.

## Historia
El grupo comenzó a gestarse en 1964, describiendo a su ideología como un «marxismo-ecléctico», además de describir que la táctica marxista debe «ser exacta y estrictamente una táctica de vanguardia, una táctica de combate», pero aceptando que de la práctica a la teoría los resultados pueden variar. Además, criticaba a la clase alta brasileña tachándola de «querer tener una sociedad que sea dócil y moderada para no asustarlos», además de «negociar con la burguesía su benevolencia y su consentimiento para la acción».  Para el periodista Luis Maklouff Carvalho, la ALN era la organización más estructurada de la guerrilla urbana, y también fue aquella en la que el número de mujeres vinculadas era proporcionalmente mayor que en otras organizaciones. Sus ideales eran la lucha contra el régimen militar y la instalación de un gobierno revolucionario popular, los mismos objetivos que los otros dos grupos que iniciaron acciones militares contra la dictadura, el Movimiento Revolucionario del 8 de octubre (MR-8) y el Partido Comunista Revolucionario Brasileño (PCBR).
En su programa de acción, la ALN se definió de la siguiente manera: «Todos somos guerrilleros, terroristas y asaltantes y no hombres que dependemos de los votos de otros revolucionarios o de cualquier otra persona para cumplir con su deber de hacer el trabajo. El centralismo democrático no se aplica a organizaciones revolucionarias como la nuestra».
Según investigadores y militantes izquierdistas, como Nilmário Miranda y Carlos Tibúrcio (ambos exguerrilleros), la ALN propuso una acción objetiva e inmediata para aniquilar al régimen militar, defendiendo la lucha armada, la guerrilla y la guerra popular como instrumentos de acción política. Para Jarbas Passarinho, un político y militar de derecha, ministro del gobierno de Médici y uno de los participantes en la reunión gubernamental que decidió sobre la institución de AI-5, en la que pronunció la frase «con los escrúpulos con escrúpulos», el objetivo de ALN era construir de un régimen de izquierda. Un grupo de disidencia se formó alrededor de Marighella denominando Agrupamento Comunista de São Paulo (o Ala Marighella), mientras alistaba a más militantes que dejaron Partido Comuista. Fue solo en 1968 que se llamó ALN, como una expresión de la propuesta de liberación nacional por parte de su líder e ideólogo Carlos Marighella.

### Auge y crecimiento
Partidarios de la izquierda en Brasil han dicho que la ALN tenía como principal objetivo la derrota de la dictadura militar. La ALN creía en la lucha armada y la guerra de guerrillas como principales medios para lograr sus objetivos. En 1967, la ALN inició acciones para conformar su estructura, llamadas expropiaciones, que consistieron en robos de bancos, automóviles, trenes de pago y otros métodos criminales.
La mayoría de sus activistas eran estudiantes, que constituyeron la primera línea de la organización. De los cuatro secuestros de diplomáticos llevados a cabo en la historia del país, la ALN participó en la ejecución de dos. El primero, junto con el MR-8, fue el del embajador estadounidense Charles Burke Elbrick, en septiembre de 1969, que logró liberar a 15 prisioneros políticos, además de ganar un gran protagonismo en la prensa, publicitando la sigla de la organización y la idea de lucha armada El segundo secuestro fue el del embajador alemán Ehrefried Von Holleben, quien liberó a 44 presos políticos.

## Represión
Marighella fue asesinado en una emboscada organizada por el jefe de policía Sérgio Paranhos Fleury, uno de los principales torturadores del régimen militar, el 4 de noviembre de 1969, en São Paulo, en el centro comercial Casa Branca. Joaquim Câmara Ferreira (el «Viejo» o «Toledo»), periodista y exmiembro del PCB desde la década de 1940, dirigió a ALN desde allí hasta su muerte el 23 de octubre de 1970, cuando fue informado por José Silva Tavares, alias «Severino», que según los informes fue torturado después de ser arrestado. Joaquim Câmara fue torturado hasta la muerte por el comisario Fleury y miembros de su equipo. En 1970, Eduardo Collen Leite (alias Bacuri), un miembro importante de la ALN, fue arrestado por el equipo del delegado Fleury y murió después de 109 días de reclusión y torturas. Su cuerpo, encontrado en la costa de São Sebastião, São Paulo, fue entregado a su familia en un ataúd sellado, en un intento de ocultar lo que había sufrido a manos de sus torturadores.

### Disidencias
En 1971, un grupo de disidentes que habían realizado entrenamiento guerrillero en Cuba crearon el Movimiento de Liberación Popular (Molipo), y Tendencia Leninista (TL). La mayoría de los militantes de primera línea de la ALN (más de medio centenar) fueron asesinados entre 1969 y 1974. Después de eso, unos pocos militantes de la ALN que no fueron muertos o encarcelados sobrevivió al asedio establecido por la represión.